# Palacio Ribamar

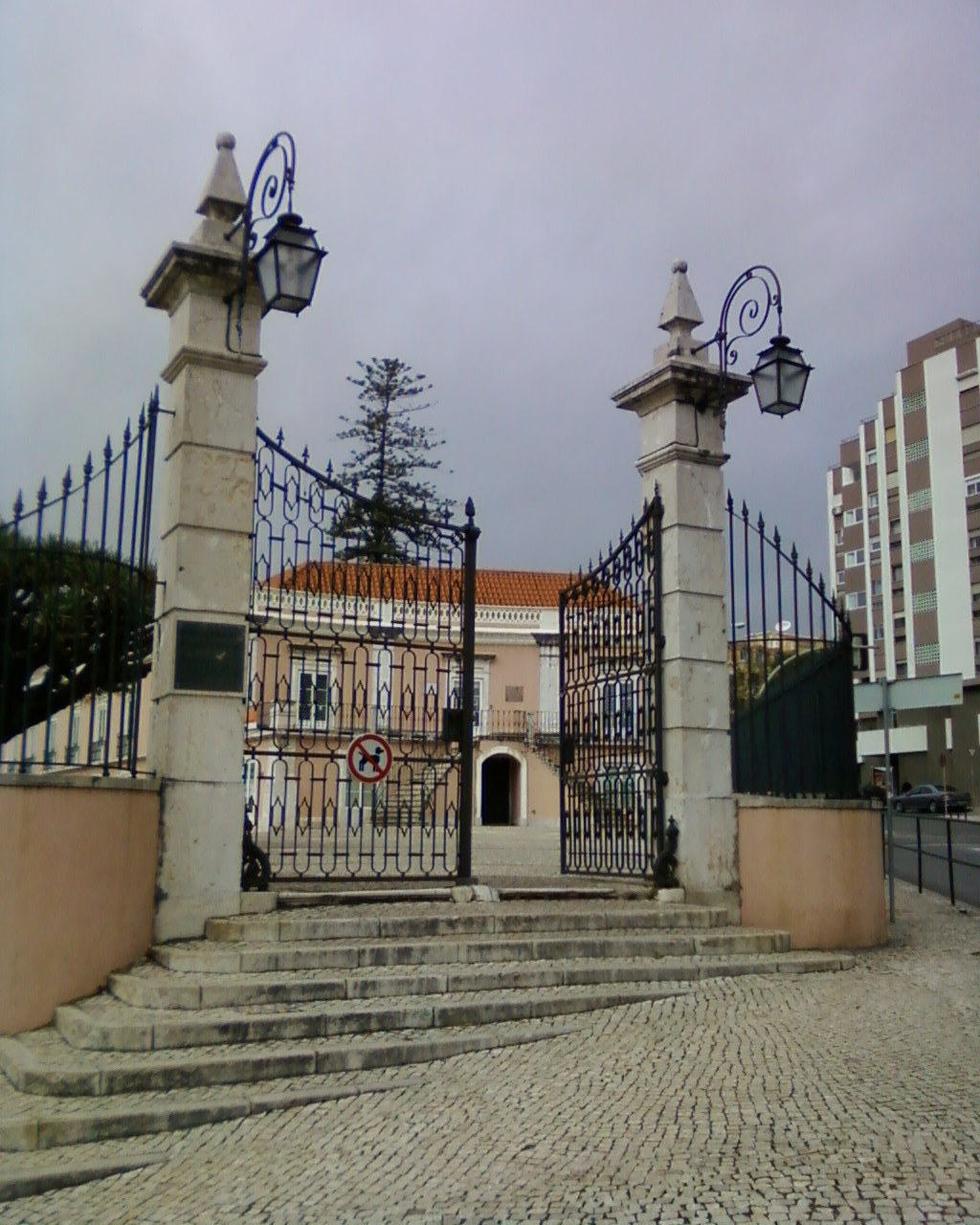
Entrada

El palacio Ribamar es un edificio del siglo XVIII, mandado construir por el conde de Vimioso, Francisco Paula Portugal, en Algés. Posteriormente perteneció a los Marqueses de Valença y por herencia a los Condes de Lumiar. En 1870 fue adquirido por el Conde de Cabral, pasando para sus herederos, los Condes de Foz.
A la largo de los daños tuvo varios propietarios y usos. En los años siguientes a la Primera Guerra Mundial aquí funcionó el casino "The Splendid Foz Garden", que más tarde tomó el nombre de San José de Ribamar. Cerrado en la década de 1930, fue durante algunos años la residencia de vacaciones de Hintze Ribeiro. El uso siguiente fue un colegio, y ya en la década de 1940 la sede de la Junta Hidráulica Agrícola y finalmente una escuela.
Adquirido y recuperado por el Ayuntamiento de Oeiras, acoge actualmente la galería municipal, un puesto de turismo, biblioteca y es la sede del Centro de Baile de Oeiras.